# Čtvrtý Doktor
Čtvrtý Doktor je inkarnací Doktora, hlavního hrdiny sci-fi seriálu BBC Pán Času (Doctor Who). Je ztvárněn hercem Tomem Bakerem.
V rámci seriálového vyprávění je Doktor staletý mimozemský Pán času z planety Gallifrey, který cestuje v čase a prostoru v TARDIS, často se společníky. Na konci života Doktor regeneruje; v důsledku toho se mění jeho fyzický vzhled i osobnost. Předcházel mu v regeneraci Třetí Doktor (Jon Pertwee), po něm následuje Pátý Doktor (Peter Davison).
Baker ztvárnil Čtvrtého doktora jako rozmarného a někdy zádumčivého člověka, jehož nesmírnou osobní vřelost občas mírní schopnost spravedlivého hněvu. Jeho prvními společníky byli novinářka Sarah Jane Smithová (Elisabeth Sladen), která cestovala s jeho předchozí inkarnací, a chirurg-poručík Harry Sullivan (Ian Marter) z UNIT. Jeho pozdějšími společníky byli bojovnice Leela (Louise Jamesonová), robotický pes K9 (John Leeson a David Brierly), Paní času Romana (Mary Tammová a Lalla Wardová), dospívající matematický génius Adric (Matthew Waterhouse), dospívající mimozemská aristokratka Nyssa (Sarah Suttonová) a australská letuška Tegan Jovanka (Janet Fieldingová).
Baker ztvárňoval tuto postavu sedm sezón po sobě, což je stále nejdelší doba, po kterou herec ztvárnil hlavní roli, počítáme-li jak klasický, tak moderní seriál. Bakerovo působení v roli Doktora je mezi fanoušky seriálu vysoce ceněno a je považováno za jednu z nejikoničtějších inkarnací této postavy.

## Přehled
Čtvrtý Doktor se objevil ve 172 epizodách (179, pokud započítáme regeneraci na konci epizody Planet of the Spiders a přerušenou Shadu) během sedmi let, od roku 1974 do roku 1981. Tím se stal nejdéle působícím seriálovým Doktorem na obrazovce.
Objevil se také ve speciálech The Five Doctors (prostřednictvím záběrů z nedokončené Shady) a naposledy se jako Doktor objevil v charitativním speciálu Dimensions in Time (kromě série televizních reklam na Novém Zélandu v roce 1997).
Tato inkarnace je obecně považována za jednoho z nejznámějších a nejoblíbenějších Doktorů, zejména ve Spojených státech. V anketách časopisu Doctor Who prohrál Tom Baker v kategorii „Nejlepší Doktor“ pouze třikrát: jednou se Sylvestrem McCoyem (Sedmý Doktor) v roce 1990 a dvakrát s Davidem Tennantem (Desátý Doktor) v letech 2006 a 2009. Doktor se díky svému excentrickému stylu oblékání a mluvy (zejména díky svému charakteristickému vzhledu, kdy nosí dlouhou šálu a má zálibu v želatinových bonbonech) stal okamžitě rozpoznatelnou postavou a rychle si podmanil představivost diváků. Producent prvních Bakerových sezón Philip Hinchcliffe prohlásil, že bohémský vzhled a antiestablishmentový styl Čtvrtého Doktora oslovil starší studenty vysokoškolského věku.
Poté, co Baker vystřídal Jona Pertweeho v roli třetího Doktora, nebyl zpočátku všemi kritiky přijat s nadšením. Jeden z pisatelů deníku Daily Mail si na začátku roku 1975 stěžoval, že „pan Baker dělá z Doktora Who něco jako Harpo Marxe, který se pustil z koňského peří.“ Sám Baker reagoval slovy: „Nehraji Doctora Who pro smích. Snažím se zdůraznit jeho podivnost, to, že není z tohoto světa, není člověk, a proto budou jeho reakce jiné než naše. Beru to všechno velmi vážně. Musí být skutečně milý, nesmí se těšit z násilí a musí být upřímný. Humorný, ale nikdy ne komický.“
Existují také romány a audiohry, v nichž vystupuje čtvrtý Doktor. Dvě rané audiohry s Tomem Bakerem, který namluvil Čtvrtého Doktora, pocházejí z doby Bakerova televizního působení, protože po odchodu ze seriálu většinou odmítal účinkovat v dalších audiohrách. V roce 2009 však bylo oznámeno, že v produkci BBC Audio vznikne nová pětidílná série.

## Životopis

### Regenerace a cestování se Sarah Jane

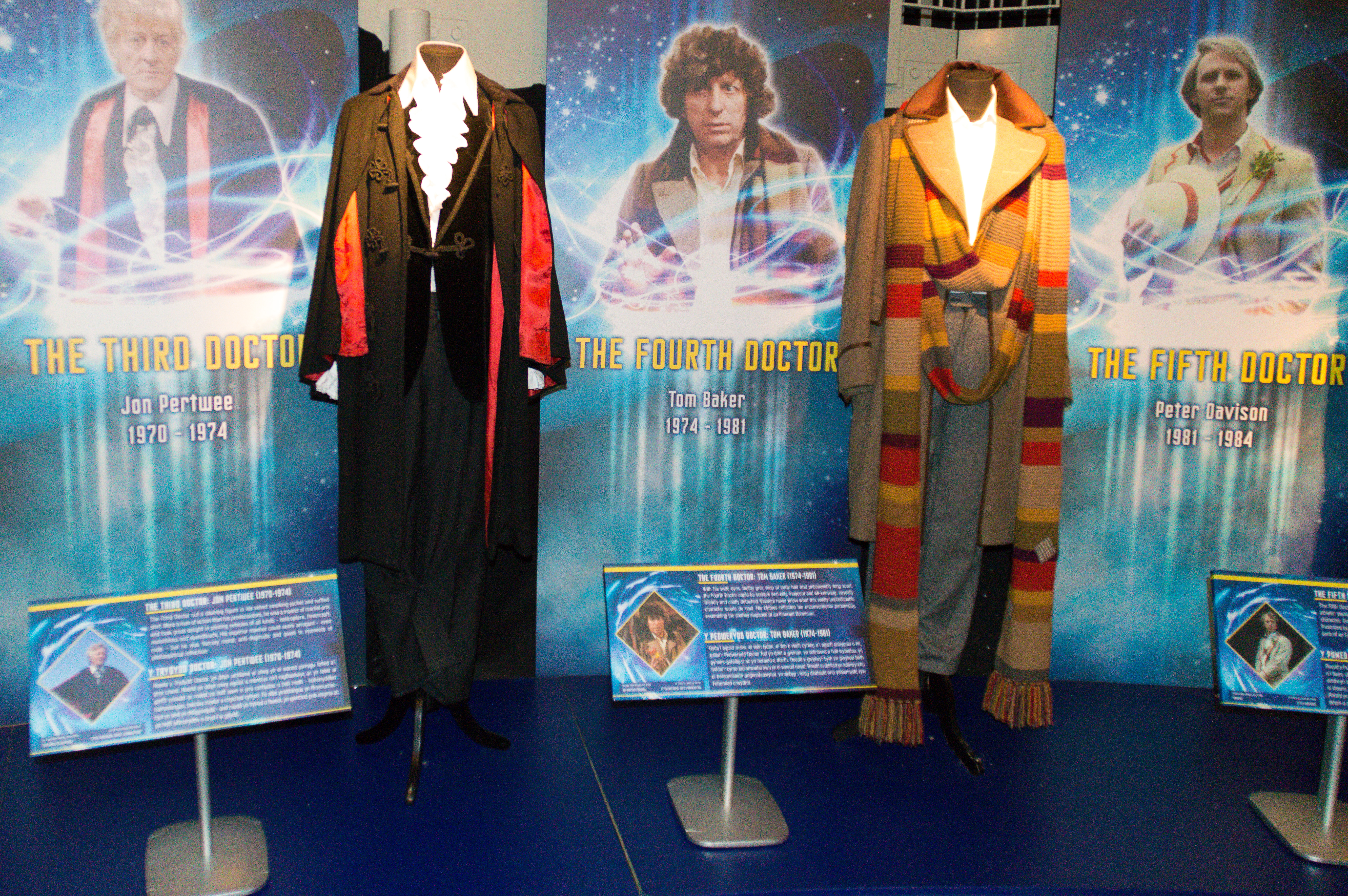
Kostým třetího a čtvrtého Doktora

Po otravě radiací z krystalů planety Metebelis 3 se Třetí doktor vrací v TARDIS na velitelství UNIT, kde mu Pán času K'Anpo Rimpoche pomáhá při regeneraci (Planet of the Spiders).
Ve své nové inkarnaci Doktor touží opustit Zemi ve prospěch průzkumu, čímž se stahuje z neustálé spolupráce s UNIT (s níž úzce spolupracoval jako Třetí Doktor). Také ho už unavuje práce pro Pány času. Přestože se jim snaží úplně vyhnout, Páni času ho nadále posílají na příležitostné mise, včetně pokusu zabránit stvoření Daleků (Genesis of the Daleks), během něhož se také setkává s Davrosem. Doktor cestuje s novinářkou Sarah Jane Smithovou, s níž se spřátelil před svou regenerací, a po určitou dobu i s chirurgem-poručíkem UNIT Harrym Sullivanem.
Po bitvě se Zygony ve Skotsku se Harry (který právě strávil celou sezónu s Doktorem, když se snažili dostat zpět do TARDIS) rozhodl, že jet vlakem je bezpečnější než TARDIS, kterou si Doktor a Sarah Jane vybrali, aby se pokusili domluvit schůzku v Londýně. Místo toho skončili na planetě Zeta Minor (Planeta zla), která se nachází na samém okraji známého vesmíru. Od tohoto okamžiku cestovali Doktor a Sarah Jane sami.
Doktorova společnost se Sarah Jane skončila, když dostal telepatické předvolání na Gallifrey, protože lidé tehdy na planetu nesměli. Ukázalo se, že předvolání je součástí pasti, kterou na něj nastražil Vládce. Odpadlý Pán času vyčerpal všechny své regenerace a zdegeneroval jen v pouhou seschlou kostlivou slupku. Doktor je obviněn z vraždy předsedy Nejvyšší rady Pánů času a postaven před soud. Aby se vyhnul popravě, odvolá se Doktor na obskurní zákon a prohlásí se za kandidáta na tento úřad, čímž získá čas potřebný k prokázání své neviny a odhalení skutečného viníka. To nakonec vyústí ve vrcholný souboj s Vládcem (The Deadly Assasin).
Doktor poprvé cestuje sám a vrací se na planetu, kterou navštívil před staletími. Během své předchozí návštěvy omylem vtiskl svou mysl do výkonného počítače lidské koloniální lodi Xoanon a zanechal v něm několik osobností. Při své druhé návštěvě si nyní Doktora potomci kolonistů, z nichž někteří se stali válečnickým kmenem zvaným Sevateem, pamatují jako zlého boha. Poté, co Doktor počítač vyléčí, se k němu na jeho cestách připojí jedna ze Sevateem, Leela (The Face of Evil). Doktor zavede inteligentní, ale nevzdělanou Leelu do mnoha míst lidské historie a učí ji vědě a minulosti jejího vlastního druhu. Ve viktoriánském Londýně se dvojice setkává s kouzelníkem Li Hsien Changem a jeho mistrem, samozvaným Weng-Chiangem (The Talons of Weng-Chiang). Ukáže se, že Weng-Chiang je zločinec, který skáče v čase a pochází ze vzdálené budoucnosti Země.

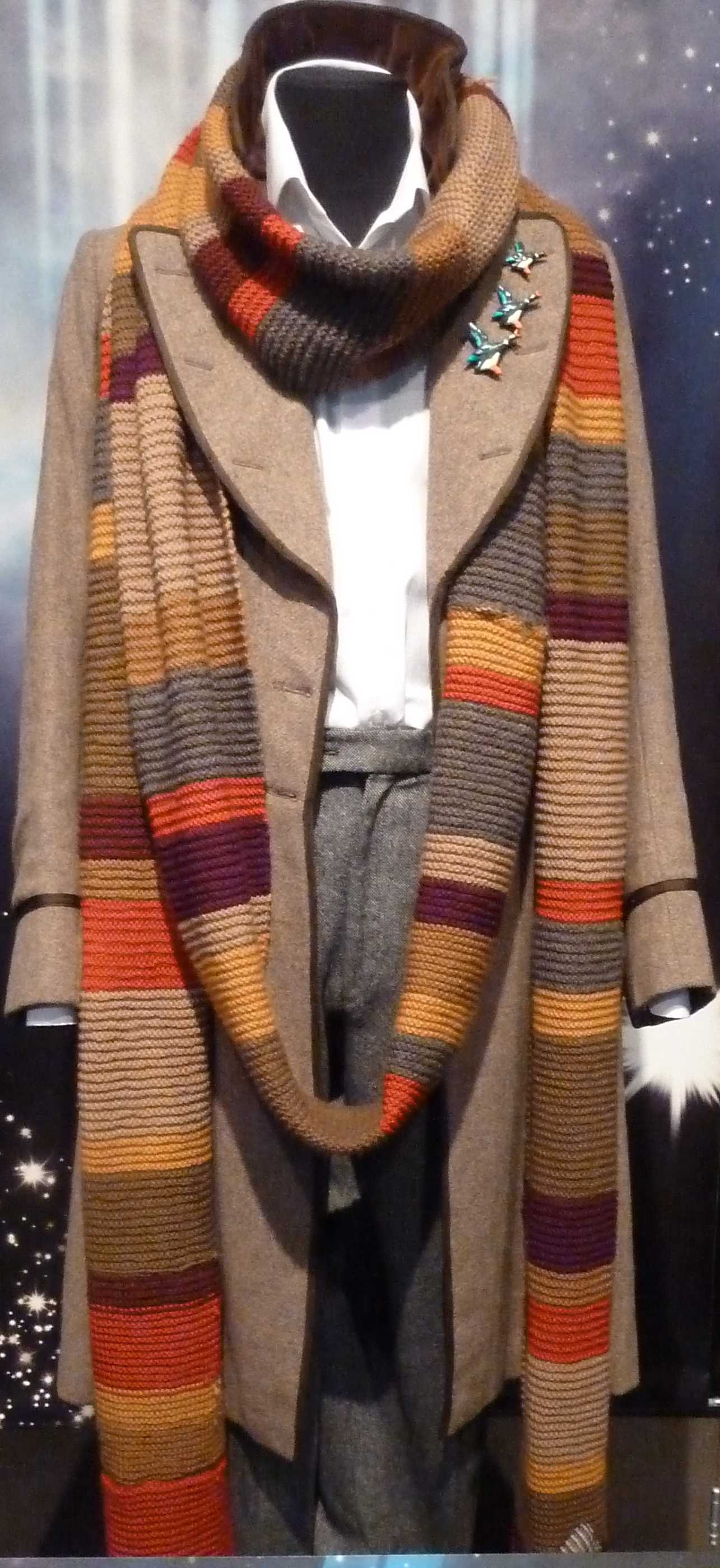
Kostým Čtvrtého doktora

### Cestování s K9, Leelou a Romanou
Později Doktor a Leela navštíví lékařské centrum nadace Bi-Al, kde získají robotického psa K-9 (The Invisible Enemy). Zatímco je K-9 nefunkční, časová deformace zavede TARDIS zpět do současné venkovské Anglie. Při vyšetřování distorze se s Leelou setkávají s prastarou bytostí, která se živí smrtí z historie Pánů času, zvanou Fendahl (Image of the Fendahl). Nakonec se Doktor vrací na Gallifrey a na základě voleb, které proběhly během jeho předchozí návštěvy, se prohlásí za lorda prezidenta. Ve skutečnosti se jedná o trik, který má odhalit a zhatit plán invaze Vardanů, což vedlo k nečekanému následku - Gallifrey zůstala otevřená útoku Sontaranů (The Invasion of Time). V důsledku toho se Leela a K9 rozhodnou zůstat na Gallifrey. Doktor se utěšuje tím, že vyrobí druhou verzi K9.
Krátce poté mocný Bílý strážce pověří Doktora úkolem najít šest segmentů Klíče k času a vyšle na pomoc mladou Paní času jménem Romana (v podání Mary Tammové). Oba Gallifreyané cestují po různých planetách, setkávají se s podivnými a neobvyklými spojenci i nepřáteli, shromažďují šest segmentů a porážejí stejně mocného Černého strážce, který hledal Klíč pro sebe. Po skončení výpravy Romana zregeneruje do nové podoby (tehdy ji ztvárnila Lalla Wardová) (Destiny of the Daleks).
Ve snaze vyhnout se Černému strážci nainstaluje Doktor do TARDIS „randomizér“, takže ani Černý strážce nemůže předvídat, kam se vydají. Ironií osudu je první místo, kam je Randomizér pošle, domovská planeta Daleků, Skaro (Destiny of the Daleks). Možná i proto začne Doktor stroj často překonávat a nejprve odcestuje na dovolenou do Paříže, aby se pak zapletl do mimozemského plánu na krádež Mony Lisy (City of the Death). Nakonec přístroj úplně odhodí s poznámkou, že už má dost toho, že neví, kam jede.
Krátce poté jsou Čtvrtý doktor a Romana promítnuti mimo známý vesmír do vesmíru záporných souřadnic, známého jako Exoprostor. TARDIS přistane na planetě zvané Alzerius (Full Circle), kde se k nim připojí mladý zázrak jménem Adric. Právě v Exoprostoru Doktor zničí poslední z rasy obřích upírů, kteří kdysi ohrožovali veškerý život v jeho vesmíru. Nakonec se Doktor a jeho dva společníci ocitnou v bílé prázdnotě bez souřadnic, jakési membráně mezi oběma vesmíry. Brzy se vytvoří cesta ven, ale Romana a K-9 se rozhodnou zůstat, aby pomohli osvobodit rasu zotročených tvorů v E-Space (Warriors' Gate).

### Smrt a regenerace
Doktor a Adric se právě vrátili, když jsou požádáni, aby pomohli obyvatelům Trakenu před stvořením známým jako „Melkur“. Na Trakenu se Adric a Doktor seznámí s aristokratickou teenagerkou Nyssou z Trakenu. Nyssa i její otec Tremas pomáhají Doktorovi zastavit Melkura, který je ve skutečnosti odhalen jako další TARDIS ovládaná Vládcem. Vládce je těsně poražen, ale podaří se mu ovládnout Tremasovo tělo, čímž si vytvoří novou inkarnaci.
Doktor se rozhodne odcestovat na Zemi, aby v rámci plánu na opravu „chameleonského obvodu“, mechanismu měnícího podobu TARDIS, oskenoval skutečnou policejní skříňku. Doktor však brzy spatří tajemnou přízračnou postavu, která se na něj dívá z dálky. Nakonec se s postavou střetne a ta ho varuje před budoucím nebezpečím. Když se Doktor chystá odcestovat na planetu Logopolis, aby nechal opravit chameleonový obvod, objeví se v místnosti s konzolí Tegan Jovanka (která se předtím ztratila v chodbách TARDIS). Ukáže se, že kanál mezi E-Prostorem a naším vesmírem je Nabitá vakuová embolace (CVE), kterou vytvořili matematici z Logopolisu jako součást systému, který má umožnit vesmíru pokračovat dál i po dosažení bodu tepelné smrti. Objeví se Nyssa a vysvětlí, že ji do Logopolisu přivedla stejná postava, s níž se setkal Doktor. Logopolis se brzy dostane pod Vládcovu kontrolu, ale stázové pole, které vytváří, nakonec uvolní Entropii a eroduje hmotu v celém vesmíru, což hrozí zničením celého vesmíru.
Mistr souhlasí, že Doktorovi pomůže zastavit šíření Entropie tím, že upraví radioteleskop projektu Pharos na Zemi tak, aby byli schopni znovu otevřít CVE. Když se ho však Vládce pokusí ovládnout, Doktor vyběhne pod obrácenou rádiovou anténu a přeruší kabel spojující Vládce s CVE. Mistr přiměje anténu, aby se začala otáčet, takže Doktor spadne na zem. Než spadne, podaří se mu kabel vytrhnout. Když mu začne klouzat sevření, vidí vize všech nepřátel, kterým za ta léta čelil, a pak padá. Adric, Nyssa a Tegan se shromáždí kolem smrtelně zraněného Doktora. Doktor začne vidět vize všech svých společníků a dokonce i Brigadýra, který volá jeho jméno.
Pak se na ně tři podívá a pronese svá poslední slova: „Je to konec... ale ta chvíle byla připravena...“ (It's the end-- but the moment has been prepared for...). Pak pokyne bíle oděné postavě Strážce, která se začne přibližovat k Doktorovi. Strážce, ztělesnění Doktorovy budoucí inkarnace, se s Doktorem spojí a spustí jeho regeneraci.

### Pozdější účinkování
Čtvrtý Doktor se znovu objevuje ve speciálu k 20. výročí seriálu The Five Doctors (1983). Odpadlý Pán času se pokusí vytáhnout prvních pět Doktorových inkarnací z času a nechtěně uvězní Čtvrtého Doktora (a Romanu) v „časovém víru“, ze kterého jsou později vysvobozeni. Čtvrtý Doktor měl také malé cameo na začátku epizody Dimensions in Time (1993), když varoval svou třetí, pátou, šestou a sedmou inkarnaci, aby si daly pozor na Ranu. Krátké holografické ukázky Čtvrtého Doktora se objevují i v epizodách obnoveného seriálu The Next Doctor (2008) a The Eleventh Hour (2010).
Ve speciálu k padesátému výročí The Day of the Doctor (Den doktorův) (2013) se čtvrtý Doktor opět objevuje v klipech, když se minulé a budoucí inkarnace setkávají, aby pomohly zachránit Gallifrey. Tom Baker se objevuje také v závěrečné scéně epizody jako záhadný postarší kurátor muzea, který se objeví hned poté, co jedenáctý Doktor poznamená, že by tuto práci chtěl někdy zastávat. Naráží na svou podobnost se Čtvrtým Doktorem tím, že mluví o návratu ke „starým oblíbeným“ tvářím, a naznačuje, že i on by mohl být nebo byl Doktorem.

## Vzhled
Doktor je vysoký, má oči, které jako by se neustále leskly, místo vlasů hromadu kudrlinek a nápadně vyceněné zuby a nejraději chodí v oblečení, které obvykle sestává z košile, vesty, pláště a kalhot, kabátu (s kapsami, které obsahují zdánlivě nekonečné množství zdánlivě nepotřebných věcí, které se však Doktorovi hodí, když je použije), klobouku s širokou krempou a nejznámější je jeho neprakticky dlouhá pestrobarevná šála, kterou pro něj zřejmě upletla paní Nostradamová (o níž mluví jako o „vtipné malé pletařce“). Když je v epizodě The Ark in Space (1975) poškozena, Doktor s lítostí prohlásí, že je „nenahraditelná“.
Podle Bakera byla Doktorova šála nápadem kostýmního výtvarníka Jamese Achesona. Acheson, který toho o pletení moc nevěděl, obstaral velké množství různobarevné vlny a pověřil Begonii Popeovou, svou přítelkyni, aby vytvořila pestrý návrh. Ta použila veškerou poskytnutou vlnu a výsledkem byl nesmyslně dlouhý, ale ikonický doplněk.
Producent Philip Hinchcliffe nechal pro Bakera vytvořit tři různé kabáty v závislosti na typu příběhu: první byl červenohnědý, který nosil po celou první sezónu; další dva (celopropínací) kabáty byly tmavě hnědé (pro temnější hororové příběhy) a světle šedý (pro akčnější příběhy). Garderobiérské oddělení poskytlo také hnědou plstěnou kloboukovou čepici se širokou krempou. Zbytek si často vybíral ze svého vlastního oblečení (například kravaty, kalhoty a vestu). Širší šála světlejší barvy debutovala s Bakerovou čtvrtou sezónou a světle hnědý kabát byl představen koncem páté sezóny. Baker se také objevil v jednorázovém kostýmu inspirovaném Sherlockem Holmesem v epizodě The Talons of Weng-Chiang.